# New wave (muziekstijl)

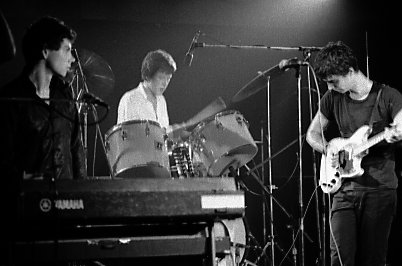
De Talking Heads (hier in Toronto in 1978) waren pioniers van de new wave

New wave is een aanduiding van ongeveer elke vorm van moeilijk te classificeren popmuziek uit de periode 1977-1989. "New wave" wordt ook gebruikt voor muziek die er qua stijl op lijkt maar die na die periode is uitgebracht.

## Oorsprong
Oorspronkelijk is new wave een synoniem voor punk ten tijde van het keerpunt 1977. Daar waar de term punk meer het uiterlijke en inhoudelijke aspect van de stroming belichaamt, geeft de benaming new wave aan dat er sprake is van een nieuwe golf in de geschiedenis van de rock-'n-roll, opgeworpen door een nieuwe generatie muzikanten. De Rolling Stone Encyclopedia of Rock & Roll noemt de term vrijwel betekenisloos ("virtually meaningless"). Stilistisch was new wave echter een reactie op de mainstream rock die in de jaren zeventig hoogtij vierde; waar de rockmuziek uit die tijd gekenmerkt werd door onder meer lange gitaarsolo’s, conceptalbums en langzame ritmes met bluesinvloeden, zetten newwavemuzikanten zich hiertegen af. Zij begonnen kortere, dansbare songs met staccatoritmes en pakkende melodietjes te maken, waarbij de voorkeur dikwijls naar de synthesizer als hoofdinstrument uitging. Ten dele grepen ze hierbij terug naar de popmuziek uit de late jaren vijftig en vroege jaren zestig, in een subgenre dat powerpop werd genoemd. Bands als The Knack kopieerden de beeldtaal van The Beatles om met deze stijl een jong publiek aan te spreken dat zich de jaren zestig niet of nauwelijks herinnerde.
Het album Dare van The Human League werd in 1982 zeer invloedrijk in de Verenigde Staten, vooral toen de single ‘Don't You Want Me’ de eerste plaats in de Amerikaanse hitparade bereikte. In Amerika was algauw sprake van een nieuw genre genaamd new pop. Tijdens de vroege jaren tachtig werd hierop de Amerikaanse popmuziek gedomineerd door muzikanten uit het Verenigd Koninkrijk. Derhalve werd de populariteit van newwavemuziek in de Verenigde Staten ook aangeduid als de Tweede Britse invasie, verwijzend naar de Britse invasie uit de jaren zestig.
In het algemeen valt deze muziek te typeren als donker, meeslepend en "zweverig". Aanhangers waren bijvoorbeeld meestal in het zwart gekleed en droegen het haar – sterk geïnspireerd op de punk – kort en wild, hoewel veelal conventioneler en meer gemodelleerd dan deze, waardoor de new wave onder invloed van de commercie al gauw salonfähig werd en kon uitgroeien tot een mode voor de grote massa. De Blitz Kids, die de discotheek Blitz in Londen frequenteerden, lagen aan de oorsprong van de new romantic-kledingstijl. Zij droegen kledij die deels teruggreep naar de negentiende eeuw.
De populariteit van deze tegendraadse muziek wordt gezien als een rechtstreeks gevolg van de punkrage, die tegen 1977 was doodgebloed. New wave kwam vooral tot bloei op de Britse eilanden en in de stad New York. Inspiratie werd gevonden in New Yorkse voorlopers als The Velvet Underground, Patti Smith en Television, in Britse pubrock, of in avant-gardisten als Can, Brian Eno en Kraftwerk.
Newwavemuziek varieert van de artistiek aandoende pop van Talking Heads tot de grimmige klanken van Joy Division en The Birthday Party. Ook new romantic-bands als Duran Duran en Spandau Ballet en postpunkartiesten als Blondie en Ian Dury werden aanvankelijk tot de new wave gerekend – door sommigen nog altijd – en zelfs de middle-of-the-roadgroep Dire Straits, wier debuutplaat in 1978 uitkwam, werd een tijdje voor een newwaveband aangezien.

## Muzikale kenmerken
Groepen als Devo reageerden tegen de clichés van de jaren zeventig door nummers in ongebruikelijke, ‘robotachtige’ maatsoorten als 7/8 te maken en zich een vervreemdend, afstandelijk imago aan te meten. Ironie en afstandelijkheid werden een belangrijk kenmerk van newwavemuziek, wat contrasteerde met de emotionele uitbarstingen van AOR en psychedelische rock, die zo typerend voor de jaren zeventig waren geweest. New wave profileerde zich in de eerste plaats als nerveus, intellectueel en nerdy. Hierdoor ontwikkelde het genre sterke associaties met de blanke, hoogopgeleide middenklasse met kantoorbanen. New wave verwierp het machismo en de opzettelijk informele ‘losheid’ van arena- en stadionrock ten faveure van een strakke, stedelijke moderniteit; het moest muziek zijn waarop men zowel kan ‘dansen als denken’. Impliciet werd de populaire muziek hierdoor ontdaan van vermeende ‘zwarte’ invloeden als blues en Afrikaanse muziek, die voor een instinctieve ‘verbondenheid met de natuur’ stonden; de typerende maatstructuur van de new wave was opzettelijk kunstmatig en machinaal, wat de gespletenheid tussen lichaam en geest van de intellectuele stadsbewoner suggereerde. In melodisch opzicht was de muziek vaak grillig. In de single ‘Computer Games’ van Mi-Sex bijvoorbeeld dient het hectische springen tussen C-majeur, F-majeur en a-mineur als illustratie van extreme nervositeit ten gevolge van door de moderne technologie teweeggebrachte stress.
Tijdens de newwaveperiode verdrong de synthesizer de prominente rol van de gitaar in de popmuziek. Hierbij speelde Gary Numan een voortrekkersrol. In zijn album The Pleasure Principle uit 1979 experimenteerde hij volop met de mogelijkheden van de Minimoog. Numans eigenzinnige stijl kwam voort uit zijn beperkte technische vaardigheden; hij was oorspronkelijk gitarist en bespeelde de synthesizer met slechts één hand. Zodoende was hij genoopt zijn melodieën eenvoudig te houden; anders kon hij ze zelf niet spelen. Hij maakte hier nooit een geheim van. De synthesizer werd in de newwavemuziek steeds belangrijker, wat vanaf medio jaren tachtig tot het genre van de synthpop leidde.
Daarentegen verkenden onder anderen Adam and the Ants en The Talking Heads in de vroege jaren tachtig mogelijkheden om niet-westerse invloeden in hun muziek te incorporeren. Producer Malcolm McLaren bezorgde Adam Ant een cassette met veldopnamen van de Royal Drummers of Burundi, die vervolgens door Adam Ant en door Bow Wow Wow als ritmische basis gebruikt werden. Brian Eno en David Byrne maakten gebruik van indigene Ghanese jùjúmuziek voor het Talking Heads-album Remain in Light.

## Newwavescene
De newwavescene, of subcultuur, omvatte diverse muzikale genres. Newwavers luisterden in de jaren 1980 zowel naar gitaarmuziek zoals The Sisters of Mercy, naar electro of electronic body music zoals Front 242, als naar industrial zoals Einstürzende Neubauten.
In die zin was de gothic van de jaren 1990 in zekere zin de opvolger van de new wave van de jaren 1980. Ook die gothic verzamelde de zogenaamde zwartfrakken en omvatte diverse muziekgenres. Weliswaar betogen sommigen dat de term gothic vooral verwijst naar gothic rock of deathrock, dus gitaarmuziek, maar in feite werd in de jaren 1990 en 2000 op feesten in de gothicscene zowel gothic rock, electro, industrial, neofolk als medieval gedraaid.
In de jaren 2000 vond de zogenaamde postpunkrevival plaats. Sindsdien gebruiken sommigen daarom vervangend vaak de term postpunk, die in grote mate overeenkomt met new wave, maar meer aandacht heeft voor de alternatieve muziek in plaats van de pop-kant van de new wave. Typerend voor de postpunkrevival is echter dat deze muziek in de 'alternatieve mainstream' doordrong (StuBru et cetera) en zeker niet beperkt bleef tot de toen bestaande, kleine subcultuur van de wave of gothicscene.

## Uiterlijk en mode
De newwavers waren in 1980 de "opvolgers" van de punkers en waren net als punkers te herkennen aan hun uiterlijk. In de late jaren zeventig en vroege jaren tachtig vond er een soort splitsing plaats in de punk-subcultuur. Uit deze splitsing is de gothic-subcultuur ontstaan. De zwarte kledingstijl van de goths is beïnvloed door veel newwavebands. Ze droegen hun haren vaak getoupeerd, zoals Robert Smith van de band The Cure of asymmetrisch, zoals Martin Gore van Depeche Mode. Meestal werd het haar dan ook nog eens blond, zwart of zelfs wit geverfd. Ze droegen leren vesten en brede pullovers. De kleding was voornamelijk zwart. Soms echter combineerden ze dit met witte of grijze kleding. Een newwaver droeg ook sieraden, dit was dan meestal een anch of een rozenkrans die men om de nek droeg. Verder gebruikten zowel mannen als vrouwen make-up.

## Bekende vertegenwoordigers
Alphaville, The B-52's, Blondie, The Bollock Brothers, Anne Clark, Cock Robin, Comsat Angels, The Cult, The Cure, Depeche Mode, Duran Duran, Echo & the Bunnymen, Fischer-Z, Flash and the Pan, A Flock of Seagulls, Gang of Four, Grauzone, The Haunted Youth, Heaven 17, The Human League, Billy Idol, Indochine, Japan, Howard Jones, Joy Division, The Killers, Killing Joke, Kraftwerk, Martha & the Muffins, Men Without Hats, New Order, Gary Numan, Orchestral Manoeuvres in the Dark, The Art of Noise, The Police, Public Image Ltd., Simple Minds, Siouxsie and the Banshees, The Sisters of Mercy, The Smiths, Soft Cell, Spandau Ballet, The Stranglers, Talk Talk, Talking Heads, The Teardrop Explodes, Tears for Fears, Thompson Twins, Tubeway Army, U2, Ultravox, Visage, XTC, Yazoo en Yello.

## Landen

### België
Brussel was rond 1980 enige tijd de thuisbasis van internationale artiesten als Tuxedomoon, Anna Domino, Anne Clark en Minimal Compact. Belgische muziekgroepen waren 1000 Ohm, Luna Twist, De Brassers met En toen was er niets meer, Siglo XX, Aroma di Amore, Aimless Device, The Neon Judgement, The Kids met There will be no next time, 2 Belgen met Lena, T.C. Matic met Oh la la la, Arbeid Adelt!, Jo Lemaire, Red Zebra met I Can't Live in a Living Room, en Front 242.
In De Panne - Adinkerke / Veurne was het festival Seaside festival gewijd aan new wave. Eurorock voerde heel wat wave/gothic-artiesten op. Vanaf 2006 geldt het Gothic Festival in Waregem als hét event voor wave / gothic / electro / industrial in België. Sinds 2016 is er ook het W-Festival op de luchthaven van Amougies. Verschillende toonaangevende platenlabels van toen waren Belgisch: Crammed Discs en PIAS.

### Nederland
Nederlandse newwavebands waren onder meer Bazooka, Blue Murder, Casual Affairs, Clan of Xymox, De Div, The Dutch, Ende Shneafliet, Mecano, Mekanik Kommando, The Meteors, Minny Pops, Mondo Cane, Nasmak, Neel, Nine Circles, Tent, Urban Heroes, Van Kaye + Ignit, The Visitor en W.A.T.
In Nederland roept het begrip new wave vooral associaties op met gothic-achtige bands in de stijl van The Cure. Aanhangers van deze stroming hingen veelal een nihilistisch wereldbeeld aan, gingen in het zwart gekleed, tooiden zich met zwarte, getoupeerde kapsels en trokken vaak een zwart lijntje onder hun onderste ooglid.
Enkele nieuwe newwavegroepen uit Nederland zijn Silence is Sexy, Pioneers of Love, Weekend at Waikiki, Moke en Pol. Ook de band Krezip past elementen uit de new wave toe op het album Plug it in. De Frank Boeijen Groep was een vertegenwoordiger van de Nederlandstalige new wave, sterk geïnspireerd door Japan en David Sylvian.

### Duitsland
New wave is in het Duits neue Welle. De uit de Britse punk en new wave voortkomende muziek die in de genoemde periode in Duitsland werd gemaakt, kreeg veelal het etiket Neue Deutsche Welle (NDW) opgeplakt, hetgeen al snel een marktbegrip werd. Er bleef echter ook een uitgebreide undergroundscene (niet-commerciële tak) bestaan. Vertegenwoordigers van de meer commerciële NDW waren onder andere: DAF, Grauzone, Propaganda, Fehlfarben, Nina Hagen Band, Spliff, Trio, Palais Schaumburg, UKW en Ideal.

## Newwaverevival in 2000
Nadat het genre jarenlang vergeten was, werd new wave in 2000 opeens weer populair. Men gebruikt in plaats van de term new wave ook de termen postpunk of postpunkrevival voor deze muziek. Mogelijk is het beginpunt aan te wijzen in 2001, toen The Strokes het album Is This It uitbrachten. Gitaarpartijen werden weer hoekiger en het newwavegevoel werd (zonder synthesizers) weer opgeroepen.

## Darkwave
Een ander subgenre van de new wave is darkwave. Dit is een uiterst donker genre dat na de newwavegolf opkomt. Er is een variant met synthesizers, gekenmerkt door dancebeats en er is een rockvariant met gitaar en synthesizers, gekenmerkt door snel gespeelde, strak uitgevoerde ritmes.
Dit genre is populair onder de aanhangers van de gothic- en de newwavemuziek. Vaak hebben deze aanhangers zwarte kapsels en zwarte kleding . De inspiraties van darkwave-bands liggen bij de donkerste newwavebands als Joy Division, Bauhaus, Anne Clark, Grauzone en meer van dat soort groepen. Enkele voorbeelden van darkwavegroepen zijn Wolfsheim, Clan of Xymox, The Crüxshadows en Diary of Dreams.